# Estação Agostinho Porto
Agostinho Porto é uma estação de trem do Rio de Janeiro.

## História
Foi aberta pela E. F. Rio do Ouro em 1926. Hoje se serve aos trens metropolitanos do Rio de Janeiro através do controle da Supervia. O nome da estação é uma homenagem a um médico da região.